# Rickie Fowler

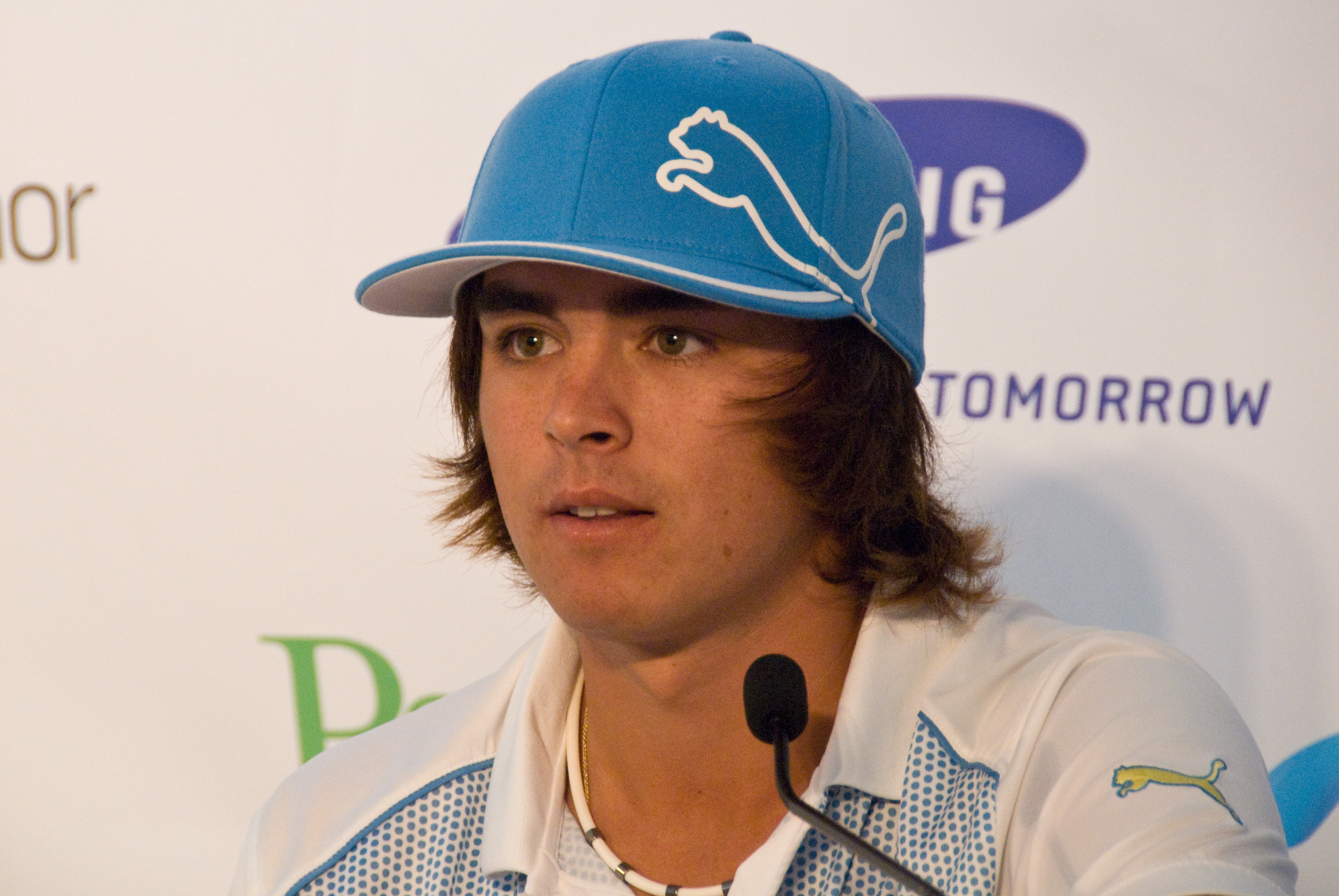

Rickie Yutaka Fowler (Anaheim, Californië, 13 december 1988) is een professioneel golfer uit de Verenigde Staten.

## Amateur
Rickie Fowler studeerde aan de Oklahoma State University en speelde golf voor de universiteit. 
In 2006 speelde hij in het US Amateur en verloor van de latere winnaar Richie Ramsay. In 2007 en 2009 speelde Fowler in de Walker Cup, waarbij hij in totaal 7 van de 8 partijen won.

### Gewonnen
- 2006: Western Junior
- 2007: Fighting Illini Invitational, Sunnehanna Amateur, Players Amateur
- 2008: Sunnehanna Amateur

### Teams
- Eisenhower Trophy: 2008
- Walker Cup: 2007 (winnaars), 2009 (winnaars)

## Professional
Fowler werd in 2009 na het spelen van de Walker Cup professional. Zijn eerste toernooi daarna was het Albertsons Boise Open van de Nationwide Tour. Sinds september 2009 is hij contractspeler van Adams Golf, Puma en Rolex.
In december 2009 behaalde Fowler een tourkaart via de Tourschool.
Fowlers eerste toernooi op de Amerikaanse PGA Tour was de Justin Timberlake Shriners Hospitals for Children Open, waar hij op de 7de plaats eindigde. Daarna speelde hij het Frys.com Open in Scottsdale, Arizona waarbij hij met een score van −18 (inclusief een hole-in-one en vier eagles) in de play-off kwam. Deze werd gewonnen door Troy Matteson, Fowler deelde de 2de plaats met Jamie Lovemark.
In februari 2010 werd Fowler met een score van −15 tweede bij het Waste Management Phoenix Open. In de loop van het seizoen bereikte hij de top 50 op de Official World Golf Ranking. Corey Pavin gaf hem een wildcard voor de Ryder Cup. Hij is de eerste speler van de PGA Tour die binnen een jaar de Ryder Cup speelt.
Fowler won op 9 oktober 2011 zijn eerste toernooi als prof. Hij zegevierde in de Kolon Korea Open in Cheonan, een toernooi van de OneAsia Tour, met zes slagen voorsprong op Rory McIlroy.
Op 6 mei 2012 won Fowler het Wells Fargo Championship in Quail Hollow, zijn eerste overwinning op de PGA Tour. Hij haalde het dankzij een birdie op de eerste hole van een sudden death play-off van Rory McIlroy en D.A. Points.
In 2015 won hij zijn tweede toernooi van de Amerikaanse PGA Tour, The Players Championship. Na een sterke laatste ronde eindigde hij gelijk met Kevin Kisner en Sergio García. Hij zegevierde uiteindelijk dankzij een birdie op de vierde extra hole.

### Gewonnen
- 2011: Kolon Korea Open
- 2012: Wells Fargo Championship
- 2015:The Players Championship

### Teams
- Ryder Cup: 2014

## Persoonlijk
- Fowler woont in Las Vegas, Nevada. Zijn tweede voornaam Yutaka komt van zijn moeders familie, haar grootvader was Japans.
- Bij de laatste ronde van een toernooi draagt Fowler altijd een oranje shirt ter ere van de Oklahoma Universiteit.

- Library of Congress Control Number: nb2016022025
- Virtual International Authority File: 9720148209321900460008
- WorldCat: E39PBJj8VHjVHqX3hm4YQbFtKd